# Гардтвальд (Карлсруе)
49°04′38″ пн. ш. 8°26′09″ сх. д. / 49.077222222222° пн. ш. 8.4358333333333° сх. д.
Гардтвальд (нім. Hardtwald) (топонім «Гардт» означає звичайне лісове пасовище) — історична лісова територія на Верхньорейнській рівнині між Раштатом і Грабен-Нойдорфом, на північ і південь від Карлсруе.
Поділяється на північний, нижній або Карлсруе-Гардт на північ від річки Альб і південний або верхній Гардт на південь від Альби.
У ширшому розумінні Гардтвальд містить ліси Люсгардт і Швецінгер-Гардт, розташовані між Брухзалем і Шветцінгеном.

## Географія

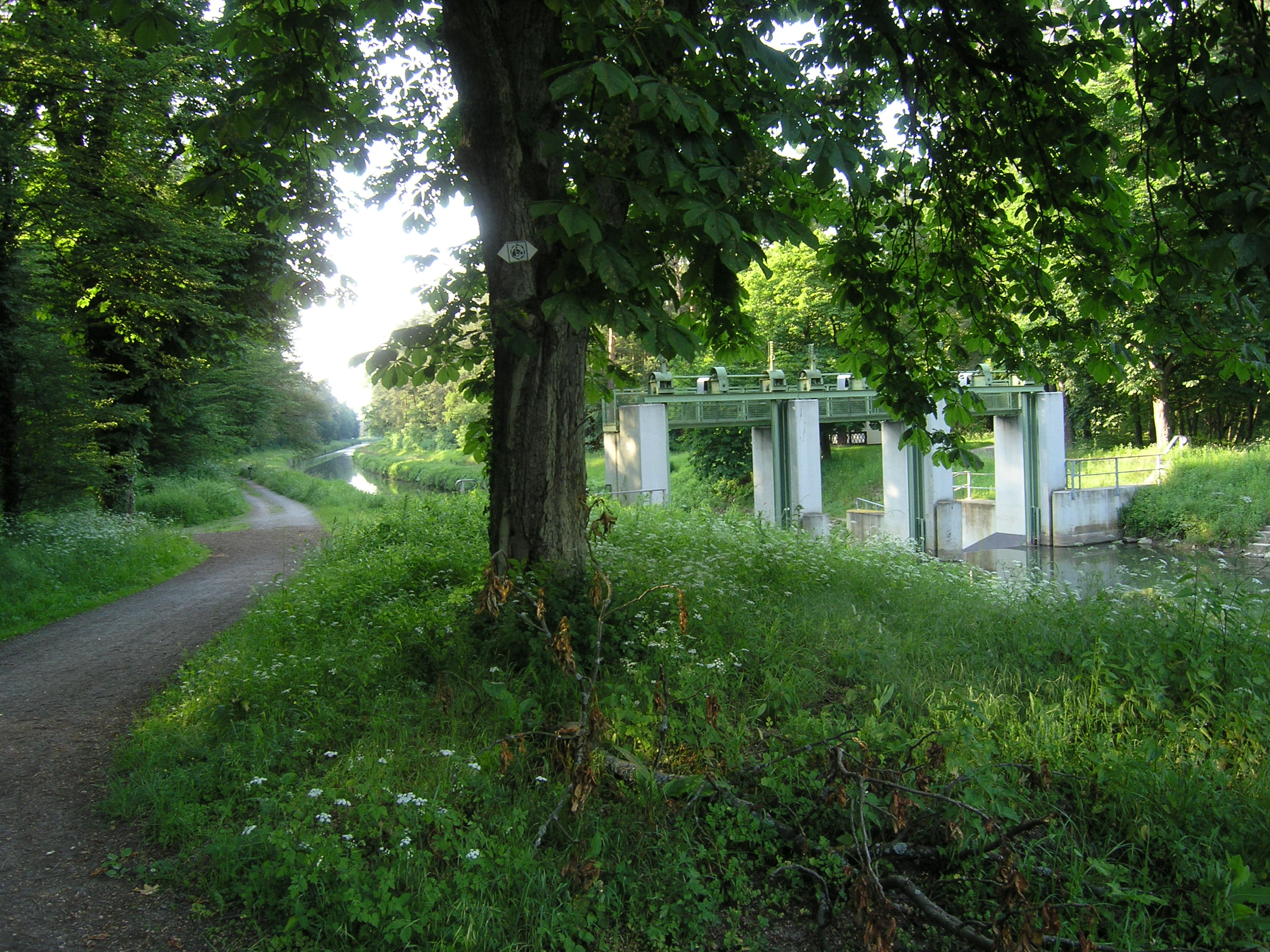
канал Пфінц

Гартвальд лежить на безплідних піщаних ґрунтах нижньої тераси Верхнього Рейну між низовинами заплави Рейну на заході та Кінціг-Мург-Рінне на сході. За природно-просторовою структурою належить до зони твердих рівнин. Переважаючою породою дерев є сосна.
На північ від Карлсруе Гардтвальд — майже безперервна рівнинна лісова зона (ліс землі), яка пропонує місцевий відпочинок.
Гардтвальд також називають зеленими легенями Карлсруе. Завдяки шлосгартену зелена зона простягається до центру міста Карлсруе.
На додаток до своєї ролі району водозабору (див. Водоносний горизонт Верхнього Рейну), Гардтвальд також формує свіжий повітряний коридор для міста.
Північний Гардтвальд, простягається до межі міста та переходить в LSG Hardtwald nördlich von Karlsruhe в сусідньому районі Карлсруе.
Тут починається 15-кілометрова охоронна паркова та лісова зона безпосередньо біля центру міста Карлсруе, яка також позначена як особлива заповідна територія Гардтвальд між Грабеном і Карлсруе і як пташиний заповідник Гардтвальд на північ від Карлсруе. Північний Гардтвальд також містить природний заповідник Когльплаттеншлаг, колишній гравійно-піщаний кар'єр.
На південь від Альби Гардтвальд тягнеться до Бітігайму району Раштат.
У районі Карлсруе Гардтвальд належить до ландшафтної охоронної території Зюдліхе-Гардт, що з'єднується з Гардтвальдом біля Еттлінгена та Райнштеттена
 та на південь від Карлсруе. Значні частини лісу Дурмерсгайм-Гардт не охороняються.

## Історія
Села Булах і Байєртгайм розташовані на Альбі між Норд- і Зюдгардт з часів середньовіччя. Коли Баден було розділено в 1535 році, Альб утворив кордон між Баден-Баденським маркграфством на півдні та Баден-Дурлаське маркграфство. У 1582 році Байєртгайм на північ від річки перейшов під владу Баден-Бадену. Таким чином державний кордон Баден-Дурлаха проходив лише трохи на південь від дороги з Дурлаха до Мюльбурга, яка перетинала нижній Гардтвальд, сьогоднішню Кайзерштрассе. Нижній Гартвальд служив мисливським угіддям для маркграфів Баден-Дурлаха, жителі навколишніх сіл використовували його для лісових пасовищ або для заготівлі дров і деревини. Поширеними породами дерев були бук, дуб і сосна. Інтенсивне використання створило рідколісся.
Маркграф Карл III після Раштаттського миру в 1714 році побудував мисливський будиночок поблизу того, що пізніше стало палацом фазанів. На захід від нього та на північ від сільської дороги він збудував на початку 1715 року мисливську зірку, 32 промені якої відкрили Гардтвальд як мисливські угіддя, а в центрі яких мав бути круглий зоопарк. У цьому ж році було прийнято рішення про будівництво на цьому місці резиденції. 17 червня 1715 року маркграф заклав наріжний камінь для вежі в центрі Веґштерну, яка була розширена до палацу полювання та розваг, палацу Карлсруе. У вересні 1715 року маркграф видав привілейну грамоту, за якою громадян залучали до поселення. Місто Карлсруе було побудоване на дев'яти південних променях Мисливської зірки. У міру того, як він зростав, з часом вирубували все більше і більше лісу, спочатку на півдні резиденції.
Під час Другої світової війни таємне будівництво макета міста (кодова назва «Венесуела») з добре відомим макетом віяла Карлсруе в північному районі Гардтвальд між Лінкенгаймом, Фрідріхсталем і Бланкенлохом мало запобігти знищенню міста, яке було принаймні частково успішним, аж до впровадження значно вдосконалених радіолокаційних пристроїв в 1942 році, коли кілька ворожих бомб було скинуто на цей підроблений об'єкт, який насправді мав вразити Карлсруе.
Посеред лісової зони в 1956 році в районі Леопольдсгафен був побудований ядерний дослідницький центр Карлсруе, який сьогодні утворює Північний кампус Технологічного інституту Карлсруе. Підземні води Гардтвальду слугували водою для охолодження дослідницьких реакторів. Вальдштадт був створений в 1957 році як житловий район у Гардтвальді.